# Jānis Bojārs
Jānis Bojārs (12 de maio de 1956 – 5 de junho de 2018) foi um atleta na letônia, de lançamento de peso. 